# Sint-Willibrordus (prémétro d'Anvers)
Sint-Willibrordus  est une station fantôme du prémétro d'Anvers. Elle est située sur la place face à l'église Sint-Willibrordus sous la Kerkstraat. Construite dans le cadre du Reuzenpijp, les travaux ont débuté en 1978 et sont depuis 1989 à l'arrêt. Elle se trouve sur une branche inutilisée de 2,3 kilomètres au départ de la station Carnot qui devait relier la ligne nord à la station Schijnpoort. 
La jonction fut construite dans le but d'y faire rouler la ligne 12 du tramway d'Anvers.

## Caractéristiques
La station est relativement sobre, elle est constituée d'une petite mezzanine qui dessert les deux quais de soixante mètres de long que chaque côté de la voie.

## Futur
En 2015, le gouvernement flamand a lancé une étude de faisabilité pour la mise en service de ce tunnel et de cette station.